# 在韓越南人
在韓越南人是指移民到朝鮮半島的越南人。越南人定居朝鮮半島最早可追溯到越南李朝，當時一位王子逃到高麗，到後來經過盟军托管朝鲜时期和朝鮮戰爭也有越南人移民南韓和北韓，現在越南人是韓國第二大移民團體，僅次於華人。

## 早期歷史
最早來到朝鮮半島的越南人是李朝一位王子李陽焜，他是李仁宗的一位養子，因繼承危機他逃到高麗，定居在江原道的旌善郡，成為旌善李氏始祖。後來另一位王子李龍祥在李朝亡國時逃往高麗，高麗高宗把他安置在黃海道海州一帶，成為花山李氏始祖。

## 北韓
來自北越的學生早在上世紀60年代開始在朝鮮留學，甚至在他們國家正式展開的韓語教育。當前越南駐韓國大使是金日成綜合大學的畢業生。

## 南韓
越南移民到韓國很晚才開始，但很快就成長為一個規模很大的移民團體。他們的人口主要是外勞和外籍新娘。在1994年，20,493移民勞工得到從越南到韓國的實習簽證，到1997年這已經上升了約10％至22325人。這些外勞多是男性非技術工人，受僱於小型和中型公司勞動密集型產業，如漁業和製造業。而外籍新娘歷史則比較長，越戰期間一些韓國士兵和文職支助人員進駐越南娶越南婦女，並把她們帶回韓國；然而，許多婚姻以離婚收場。直到20世紀90年代，當時的韓國男人人口超過女性，一些無法結婚的男人轉向婚姻介紹所尋找包括越南在內的外國新娘。截至2006年，每年有5000個越南新娘移民到韓國，越南婦女通常滿足於此，因為政府會補貼農村以增加當地出生率。然而，有許多關於越南妻子面臨韓國丈夫虐待或忽視的報導。